# Или (станция)
Железнодорожная станция Или (англ. Ely railway station) — железнодорожная станция в городе Или (графство Кембриджшир, регион Восточная Англия). Находится на Линии Фен, проходящей от станции Кембридж до станции Кингс-Линн, которая электрифицирована, посредством воздушной контактной подвески, переменным током 25 кВ. Кроме того, к станции примыкают еще три других неэлектрифицированных линии: Линия Брекленд (до станций Тетфорд и Норидж), Линия Или — Питерборо (до станций Марч и Питерборо) — примыкают к станции с севера, и Линия Ипсвич — Или, примыкающая к станции с юга.
Станция имеет довольно напряженный пассажиро- и грузопоток. Через Или следует немало железнодорожных маршрутов, проходящих по Восточной Англии, а также далее на север, среди которых имеющие направлением Кембридж. аэропорт Станстед. Лондон (вокзалы Кингс-Кросс и Ливерпуль-стрит), Кингс-Линн, Ипсвич, Норидж, Питерборо, Лестер, Бирмингем, Лидс, Шеффилд, Манчестер и Ливерпуль.

## История
Станция открыта Железной дорогой восточных графств в 1845 году. Строительство ее обошлось компании в 81,500 фунтов — немалую по тем временам сумму. Связано это было с тем, что она строилась на болотистой почве долины реки Грейт-Уз.
Станция подверглась существенной реконструкции в начале 1990-х гг, когда проводилась электрификация Линии Фен и самой станции Или.

## Обслуживаемые направления и маршруты
Через станции проходят и на ней, соответственно, останавливаются поезда четырех операторов:
- CrossCountry обслуживает маршрут Бирмингем-Нью-Стрит — аэропорт Станстед, через станции Лестер и Питерборо. На маршруте используются  дизель-поезда типа Class 170 Turbostar[4]. Поезда отправляются со станции раз в час в каждом направлении[5].
- East Midlands Trains обслуживает маршрут от [Нориджа до Ливерпуля (вокзал Лайм-стрит), через Питерборо, Ноттингем,  Шеффилд и станцию Манчестер-Пикадилли. Поезда отправляются со станции раз в час в каждом направлении. На маршруте используются  дизель-поезда типа Class 158 (или, иногда, Class 156)[6].
- Great Northern обслуживает маршрут от лондонского вокзала Кингс-Кросс до станции Кингс-Линн. Имеются два поезда в час по Линии Фен: один до станции Кингс-Линн и один укороченный, до станции Или (за исключением ранних утренних часов, когда поезда следуют только до/от Или)[7].
- Greater Anglia, обслуживает станцию по трем направлениям:
  - Раз в час между станциями Кембридж и Норидж по Линии Брекленд. На маршруте используются  четыре дизель-поезда типа Class 170 Turbostar[8]. Это направление оператор Greater Anglia обслуживает, начиная с 2002 года, когда компания закупила первые четыре поезда типа Class 170 для работы на новом маршруте. Изредка на этом маршруте работают более старые дизель-поезда типа Sprinter. Дополнительно часть поездов следует только до Или[9].
  - Раз в два часа между станциями Лондон - Ливерпуль-стрит — Ипсвич — Питерборо  по Линия Или — Питерборо (через Бери-Сент-Эдмундс)[10]. На маршруте используются  два дизель-поезда типа Class 170 Turbostar[11].
  - По будним дням в утренние часы пик через станцию проходят четыре поезда до Лондона (вокзал Ливерпуль-стрит). Два из них следуют со станции Кингс-Линн, а два от Или как конечной. В обратном направлении в вечерние часы пик до Или идут четыре поезда, из которых три следуют дальше до Кингс-Линн[12]. В субботу и воскресенье по этому маршруту движения нет. Маршрут обслуживается электропоездами типов Class 317 и Class 379[13].

## Интересные факты
В 1987 году станция Или победила в конкурсе «Станция года», в категории станций среднего размера.